# Éric Lombard
Éric Lombard (nascido em 1958) é um político francês.
É um empresário e político francês que desempenhou as funções de Ministro da Economia e Finanças no governo do Primeiro-Ministro François Bayrou desde 2024. De 2017 a 2024, foi CEO da Caisse des dépôts et consignations.

## Carreira
Lombard formou-se na HEC Paris em 1981. Trabalhou como consultor de Michel Sapin de 1991 a 1993, primeiro no Ministério da Justiça e depois no Ministério da Economia e Finanças. É também membro da direção (desde 2014) da Bpifrance.